# سعدان عواء
الزَّيَّاط أو قرد صياح أو القرد الأمريكي أو السعدان العواء (الاسم العلمي: Alouatta) هو جنس من الحيوانات يتبع فصيلة السعادين العنكبوتية من رتبة الرئيسيات.	
وسعدان العواء هو من بين أكبر سعادين العالم الجديد . تم التعرف حالياً علي خمسون نوع منها. صنفت في السابق في فصيلة السيبوسية، وقد استبدلت الآن بفصيلة السعادين العنكبوتية. أصل منشأ هذه السعادين يعود إلي جنوب ووسط الغابات الأمريكية. تشمل التهديدات التي يتعرض لها العواء الافتراس البشري، كتدمير موائلها وأسرها كحيوانات أليفة أو لحدائق الحيوان.